# 興正寺 (名古屋市)

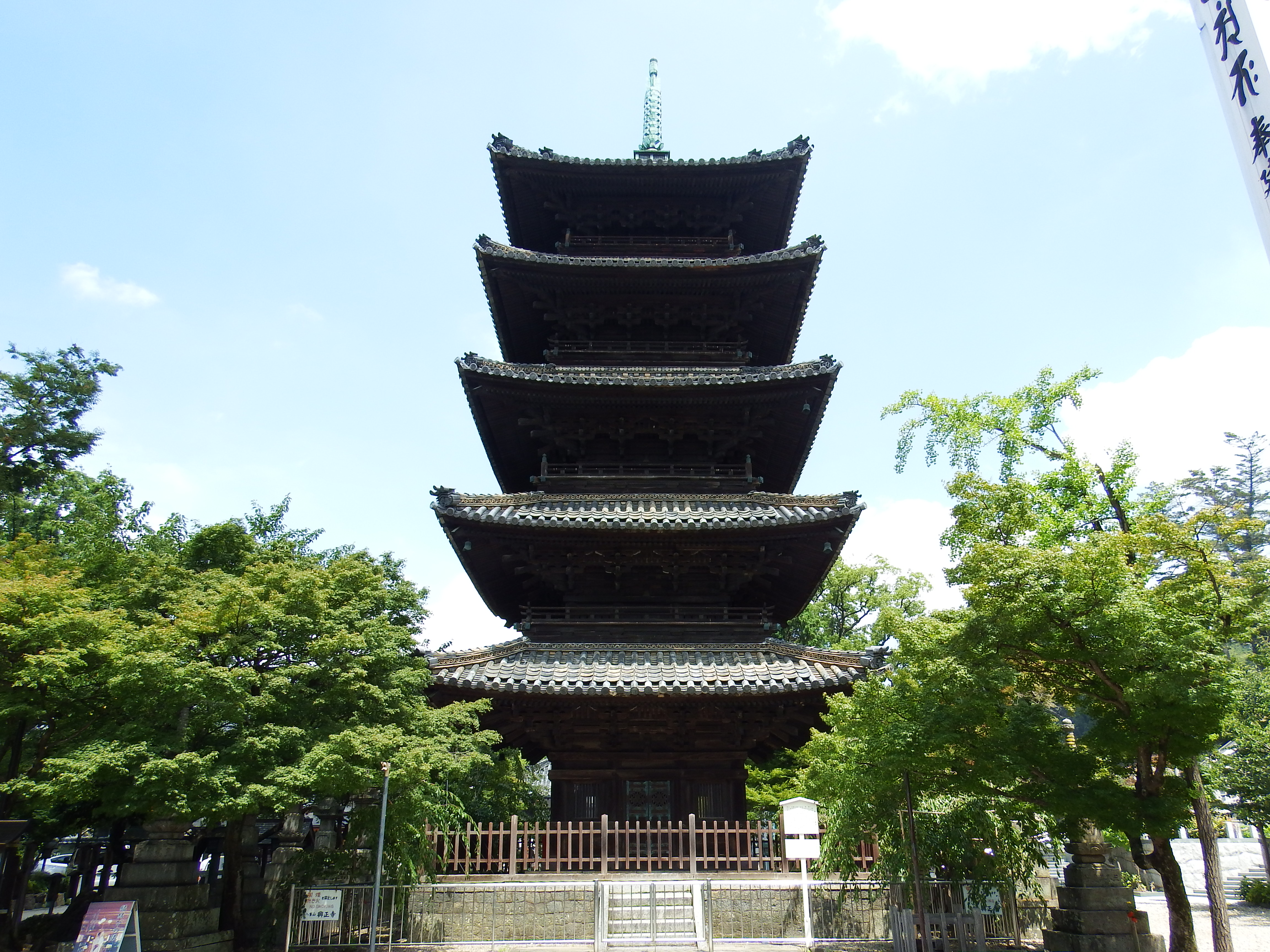
重要文化財 五重塔

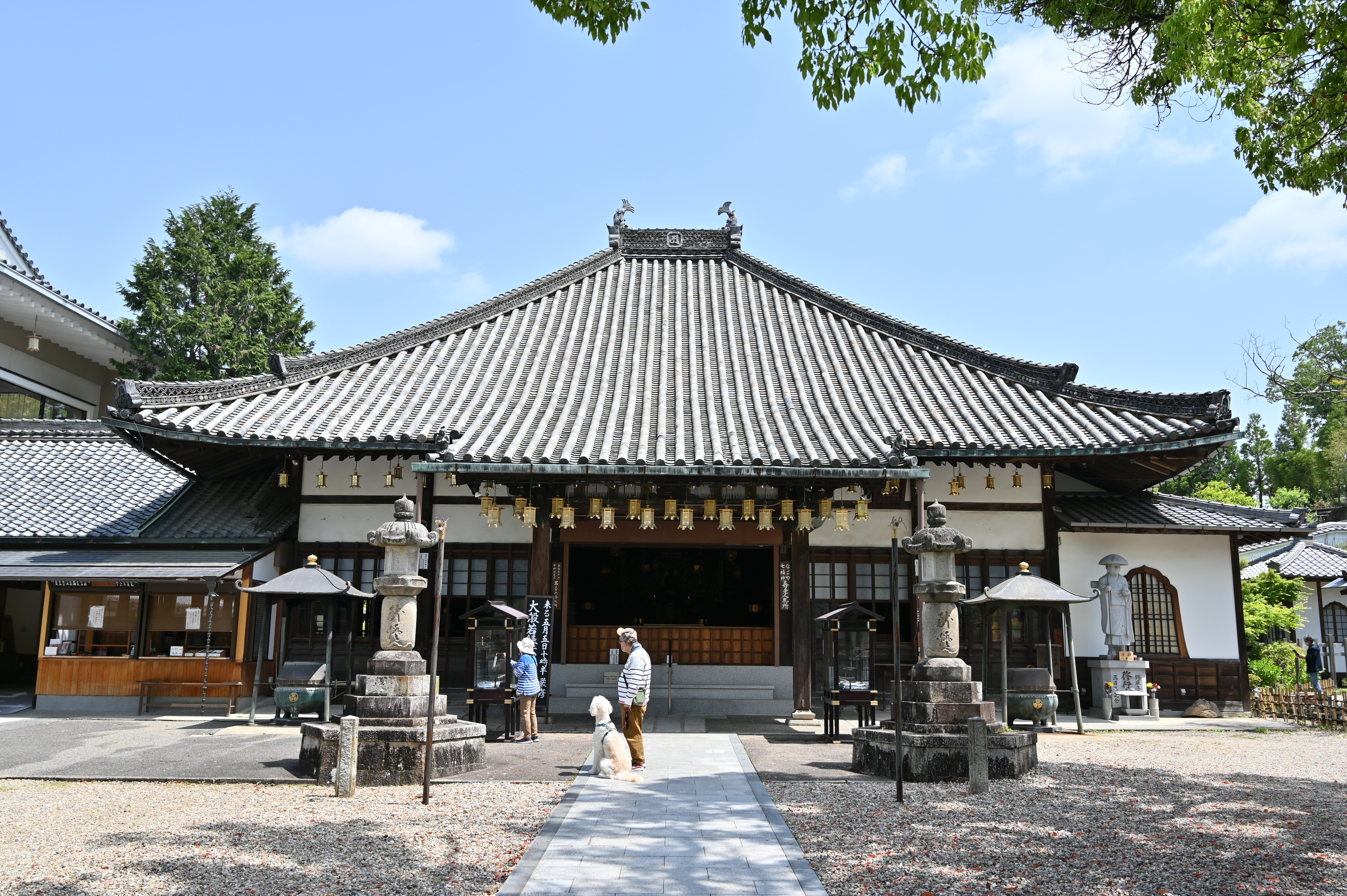
本堂

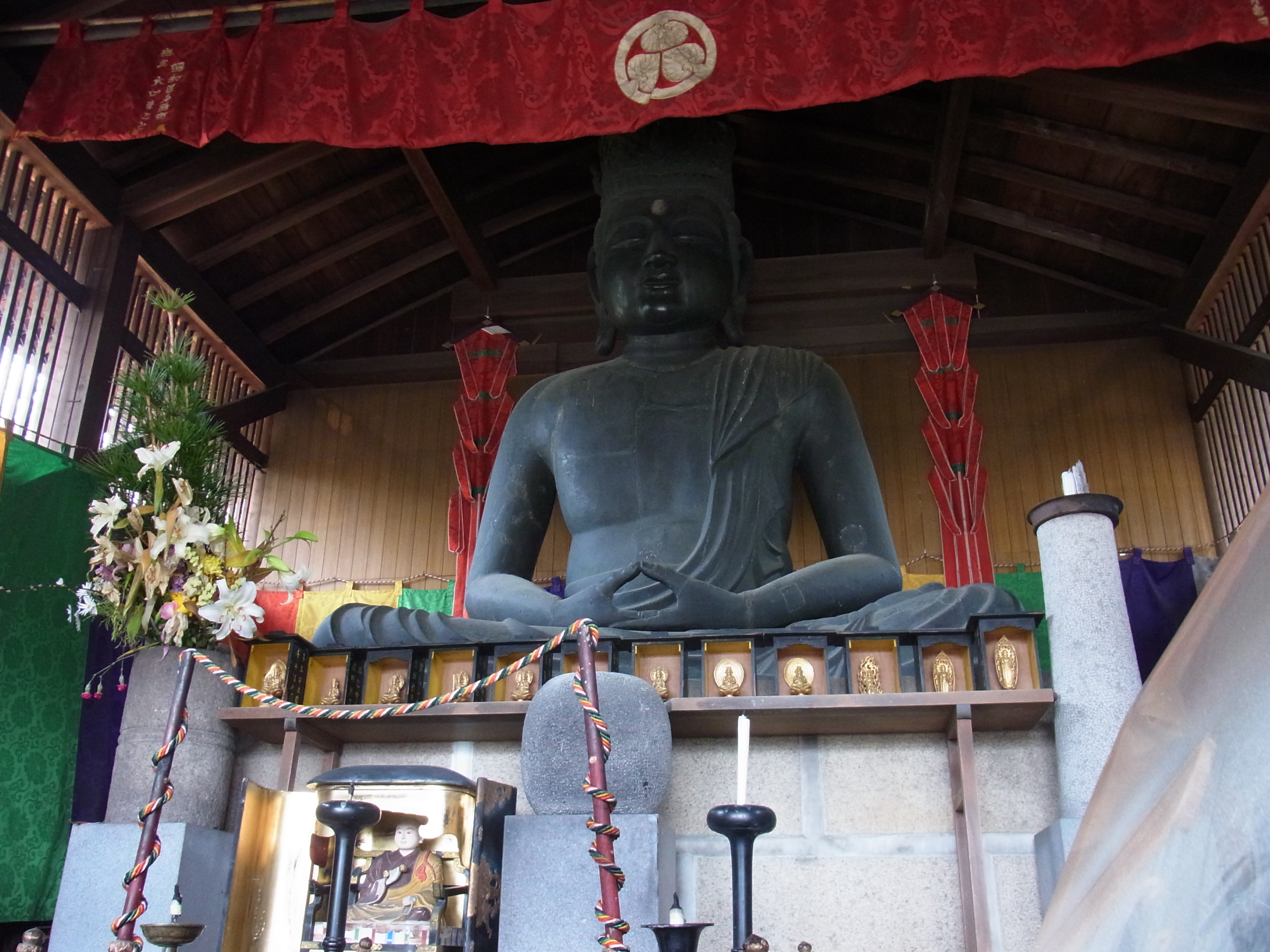
大日如来像

興正寺（こうしょうじ）は、愛知県名古屋市昭和区八事本町78にある真言宗系の寺院。

## 概要
包括団体は高野山真言宗。山号は八事山。通称は八事観音。本尊は大日如来。境内は西山本堂などがある西山普門院と奥之院がある東山遍照院に分かれている。
名古屋市管理の興正寺公園が隣接しているほか、境内に整備した交番／立体駐車場が[八事交番／八事山興正寺 参拝者駐車場]として、2012年度グッドデザイン賞受賞。

## 歴史
高野山において弘法大師（空海）の五鈷杵（ごこしょ）を授かった天瑞圓照が1686年（貞享3年）に草庵を結び、1688年（貞享5年）に創建。1688年尾張藩二代目藩主徳川光友の帰依を受け「八事山遍照院興正律寺」の寺号を賜り、以来、尾張徳川家の祈願寺として繁栄し「尾張高野」とも称される。
高野山真言宗の別格本山である。
霊場としては名古屋市観光協会の後援により昭和30年頃には大名古屋十二支の恵当寺として卯年の護り本尊の文殊菩薩の霊場となり、1987年（昭和62年）にはなごや七福神の寿老人の霊場になった。

## 伽藍
- 五重塔 - 文化5年（1808年）入仏。愛知県下に現存する唯一の木造五重塔として昭和57年（1982年）に国の重要文化財に指定された[WEB 2]。
- 本堂（阿弥陀堂）寿老人も奉る。
- 中門 - かつて女人禁制だった東山との境にあった女人門を当地に移築。
- 東山門 - 宝永年間に名古屋城から移築されたと伝えられる。出丸門。
- 能満堂
- 大日堂
- 観音堂 - 安政4年（1857年）再建。本尊聖観音立像（市指定文化財）は秘仏である。
- 弘法堂（開山堂）
- 不動堂
- 東山本堂（奥之院）

## 札所
- 名古屋二十一大師霊場第21番札所 - 本尊：弘法大師
- 東海三十六不動尊霊場第36番札所 - 本尊：不動明王
- 尾張三十三観音霊場33番札所 - 本尊：聖観音
- 東海百観音霊場第33番札所 - 本尊：聖観音
- なごや七福神 - 本尊：寿老人
- 大名古屋十二支卯年本尊札所（文殊菩薩）

## 行事
- 毎月5日、13日 - 縁日（露店が開かれる）
- 2月 - 節分厄除祈祷会・星祭御札祈祷会
- 10月 - 千燈供養会（「名古屋の火まつり」とも呼ばれる）

## 文化財

### 重要文化財（国指定）
- 興正寺五重塔

### 名古屋市指定文化財
- 梨木禽鳥図屏風[WEB 3]
- 唐人物図屏風[WEB 3]
- 木造観音菩薩立像[WEB 3]
- 銅造大日如来坐像(総本尊)
- 銅造大日如来坐像

### 名古屋市都市景観重要建造物
- 総門(解体保存)

## 舞踊妙手西川嘉義之碑
一世を風靡した著名な舞踊家西川嘉義が自殺したことを悲しんだ親族である坪内逍遥の撰文による記念碑が、1922年（大正11年）八事興正寺に建てられた。その中で、逍遥は次のように嘉義の事を評している。

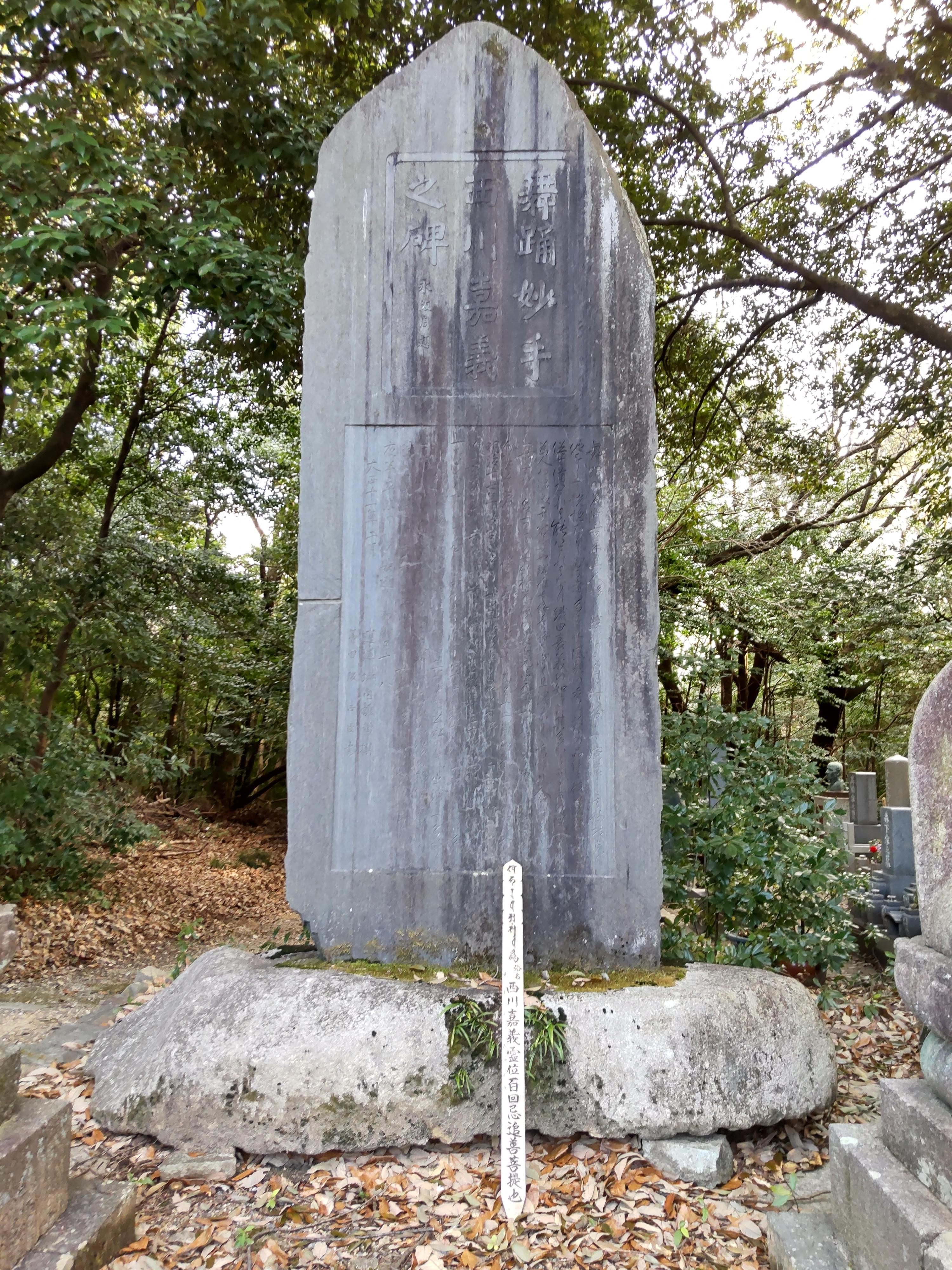
舞踊妙手西川嘉義之碑

初代西川鯉三郎を名古屋に招いた一番弟子で、1863年（文久3年）名取（苗字免許）第一号にして、名古屋西川流の柱であった西川嘉義の母西川幾の墓碑もある。

## 所在地
- 愛知県名古屋市昭和区八事本町78

## 周辺
- 中京大学名古屋キャンパス - 講義棟とクラブハウスが境内によって隔てられており、日常的に学生が通学路として行き来している。
- 南山大学名古屋キャンパス
- 名古屋大学東山キャンパス
- 名城大学八事キャンパス

## 交通手段
- 名古屋市営地下鉄鶴舞線・名城線 八事駅から徒歩で約3分。

### WEB
1. ↑  受賞対象名- 交番／立体駐車場 [八事交番／八事山興正寺 参拝者駐車場] - GOOD DESIGN AWARD
2. ↑  “興正寺五重塔”.   愛知県. 2013年5月25日閲覧。
3. 1 2 3  “市指定文化財”.   名古屋市 (2012年10月19日). 2013年5月25日閲覧。
4. ↑  北見昌朗. “愛知千年企業 大正時代編 ＜コラム＞日本国中を席巻した“名古屋美人””.   北見式賃金研究所／社会保険労務士法人北見事務所. 2022年7月4日閲覧。
5. ↑  田中加代. “日本の伝統芸能における「芸」の伝承に関する教育思想史的考察 -日本舞踊家西川鯉三郎の芸道教育の系譜および特色をめぐって-”.   愛国学園短期大学. 2022年7月4日閲覧。

### 新聞
1. ↑  渡辺周、上田真由美「僧籍ない見習いが通夜 興正寺派遣「知らぬ作法省略」 憤る遺族」『朝日新聞・朝刊・名古屋』2013年2月5日、1面。2013年5月11日閲覧。 - 聞蔵IIビジュアルにて閲覧

### 書籍
1. ↑  長田若子 2012, p. 151.
2. ↑  尾崎久弥 1971, p. 58.